# Abdulmalik Al-Oyayari
Abdulmalik Al-Oyayari est un footballeur saoudien né le 10 décembre 2003 à Buraydah. Il joue au poste d'arrière droit à Neom SC. 

## Carrière
Formé à Al-Taawoun FC, il signe son premier contrat professionnel le 8 octobre 2021.Il fait ses débuts le 17 octobre 2021 contre Al-Fateh . Le 4 novembre 2021, il marque son premier but contre Al-Ettifaq.
Le 12 juillet 2024, il s'engage avec le Neom SC qui évolue en deuxième division.

## Palmarès
- Vainqueur du championnat de deuxième division saoudienne en 2025